# Кизирикский район
Кизирикский район (узб. Qiziriq tumani / Қизириқ тумани) — административная единица в Сурхандарьинской области Узбекистана. Административный центр — городской посёлок Сарик.

## История
Район был образован в 1975 году под названием Ленинюльский район. В 1992 году переименован в Кизирикский район.
В 2010 году к Кизирикскому району был присоединён Бандихонский район. В 2020 году Бандихонский район был восстановлен.

## Административно-территориальное деление
По состоянию на 1 января 2011 года в состав района входят:
- 6 городских посёлков:

1. Бандихон,
2. Истара,
3. Кармаки,
4. Кунчикиш,
5. Сарик,
6. Янги Хаёт.

- 10 сельских сходов граждан:

1. Бандихон
2. Бустан
3. Кизирик
4. Киршак
5. Мехнатабад
6. Олмазор
7. Пахтакор
8. Чорвадор
9. Янгихаят
10. Янгиюль